# Verpel
Verpel település Franciaországban, Ardennes megyében. Lakosainak száma 64 fő (2022. január 1.). Verpel Beffu-et-le-Morthomme, Briquenay, Buzancy, Champigneulle, Imécourt és Thénorgues községekkel határos.

## Népesség
A település népessége az elmúlt években az alábbi módon változott:
| Lakosok száma | 137  | 169  | 88   | 92   | 80   | 71   | 67   | 67   | 66   | 64   |
|               | 1968 | 1982 | 1999 | 2006 | 2011 | 2015 | 2017 | 2018 | 2020 | 2022 |